# هیدتوشی تاکدا
هیدتوشی تاکدا (ژاپنی: 武田 英寿؛ زادهٔ ۱۵ سپتامبر ۲۰۰۱) یک بازیکن فوتبال اهل ژاپن است.
از باشگاه‌هایی که در آن بازی کرده‌است می‌توان به باشگاه فوتبال اوراوا رد دیاموندز اشاره کرد.